# Pâté (pâtisserie)
Pour les articles homonymes, voir Pate.
Un pâté, aussi appelé pâté de la batteuse,,,, est une viennoiserie originaire des monts du Lyonnais et du Forez. Il s'agit d'un chausson à pâte levée, doré et fourré aux fruits (pommes, poires, abricots, etc.) ou à la crème pâtissière.
Il se présente sous forme de demi-lune ou d'un grand carré.
À l'origine, les pâtés étaient confectionnés à la ferme par la maîtresse de maison pour le jour de la batteuse, d'où leur nom pâté de la batteuse (marque déposée).